# 内部管理責任者
内部管理責任者（ないぶかんりせきにんしゃ）は、日本証券業協会が定める公的資格。会員内部管理責任者資格試験または特別会員内部管理責任者資格試験に合格する必要がある。

## 概要
日本証券業協会員（以下「会員」）において、金融商品取引法その他の法令諸規則等の遵守状況を管理する業務に従事する役員及び従業員が保持する資格。内部管理責任者として、営業単位における内部管理を行うに必要な金融商品取引法その他の法令諸規則等に関する知識及び実務的知識について、「会員営業責任者・会員内部管理責任者必携」（日本証券業協会発行）の内容を中心として出題される。

## 受験資格
- 受験資格について
  - 会員の役員
  - 会員の使用人のうち一種外務員の資格を有する者
  - 会員支配会社の役員または会員支配会社の使用人のうち一種外務員の資格を有する者
  - 会員の関連会社の役員または会員の関連会社の使用人のうち一種外務員の資格を有する者
  - 特別会員の役員
  - 特別会員の使用人のうち一種外務員の資格を有する者
  - 特別会員支配会社の役員または特別会員支配会社の使用人のうち一種外務員の資格を有する者
  - 特別会員の関連会社の役員または特別会員の関連会社の使用人のうち一種外務員の資格を有する者
  - 金融商品仲介業者またはその役員もしくは使用人であって一種外務員の資格を有する者
  - 店頭デリバティブ取引会員の役員
  - 店頭デリバティブ取引会員の使用人のうち一種外務員の資格を有する者

## 取得後の称号
- 内部管理責任者

## 検定実施日
原則として、毎営業日（除・土日、祝日、年末年始等）に実施される。

## 試験会場
日本証券業協会が指定する会場。

## 沿革
- 1992年（平成4年）12月21日 : 内部管理責任者資格試験による資格取得を開始する。
- 1994年（平成6年）6月29日 : 試験名称が、会員内部管理責任者資格試験および特別会員内部管理責任者資格試験となる。

## 参考書
- 会員営業責任者・会員内部管理責任者必携（日本証券業協会発行）
- 各種参考書が市販されている。